# Francisco Moniz Tavares
O monsenhor Francisco Moniz Tavares (,  — , ) foi um político brasileiro. Foi deputado provincial pernambucano e o primeiro brasileiro a discursar oficialmente em 1821 nas Cortes Gerais, convocadas em Lisboa, em vivo debate com os deputados portugueses Borges Carneiro, Ferreira Borges e Moura, contra a remessa de mais tropas para Pernambuco e a incômoda presença da numerosa guarnição militar portuguesa na província.[carece de fontes?]